# تادئوش جردن-روزوادوفسکی
تادئوش جردن-روزوادوفسکی (انگلیسی: Tadeusz Jordan-Rozwadowski; ۱۹ مهٔ ۱۸۶۶ – ۱۸ اکتبر ۱۹۲۸) فرمانده نظامی اهل لهستان بود، که به‌عنوان اولین رئیس ستاد کل لهستان فعالیت می‌کرد. وی برندهٔ جوایزی همچون صلیب دلاوری (لهستان)، نشان شیر سفید، نشان افتخار تولد لهستان، و صلیب آهنین شده‌است.